# Chwoschtschin
Chwoschtschin (russisch Хвощин) ist ein Weiler (chutor) in der Oblast Kursk in Russland. Er gehört zum Rajon Kursk und zur Landgemeinde (selskoje posselenije) Lebjaschenski selsowjet.

## Geographie
Der Ort liegt gut 13 Kilometer Luftlinie südöstlich des Oblastverwaltungszentrums Kursk im südwestlichen Teil der Mittelrussischen Platte, 2,5 Kilometer vom Sitz des Dorfsowjet – Tscherjomuschki, 82 Kilometer vor der Grenze zwischen Russland und der Ukraine, im Becken des Mlodat (linker Nebenfluss des Seim).

### Klima
Das Klima im Ort ist wie im Rest des Rajons kalt und gemäßigt. Es gibt während des Jahres eine erhebliche Niederschlagsmenge. Dfb lautet die Klassifikation des Klimas nach Köppen und Geiger.

## Bevölkerungsentwicklung
| Jahr | Einwohner |
| ---- | --------- |
| 2002 | 131       |
| 2010 | ▼123      |

Anmerkung: Volkszählungsdaten

## Verkehr
Chwoschtschin liegt an der Straße interkommunaler Bedeutung 38N-416 (Kursk – Petrin) und 10 Kilometer von der nächsten Eisenbahnhaltestelle 465 km (Eisenbahnstrecke Lgow-Kijewskij – Kursk) entfernt.
Der Ort liegt 106 Kilometer vom internationalen Flughafen von Belgorod entfernt.